# Налоги в Византии
Налоговая система Византии сформировалась после реформ императора Диоклетиана (284—305). Будучи прямой наследницей позднеримских порядков, она просуществовала (с существенными изменениями) до падения Византийской империи. Главным источником формирования бюджета были поступления с земельной собственности. Византийское право считало уплату налогов основной обязанностью земледельцев (георгам). Определённую роль играло и непрямое обложение (октава, затем коммеркион), которое ложилось бременем на коммерческую деятельность. К концу Византийской империи налоговая система во многом основывалась на общественном положении налогоплательщика, его способности сопротивляться фискальному прессу, получая налоговые послабления или привилегии.

## Состояние источников
Принципы налогообложения и разъяснение налоговых технических терминов описываются в двух справочниках X и XI веков. Опубликованный в 1966 году фрагмент из Завордского монастыря учебника для сборщиков налогов дополняет их сведения.

## Хронология
Традиционно выделяют несколько хронологических этапов развития фискальной системы Византии. Первый период (IV—VII вв.) был продолжением налоговой системы, заложенной реформами Диоклетиана. Исходно существовало два основных налога — земельный и подушный, так называемая система Iugatio-capitatio. Здесь под лат. iugum понимается единица земли, обрабатываемая частным лицом, главой семьи, то есть лат. caput. Эти два понятия были неразделимы не только с фискальной, но и с правовой точки зрения — собственник, покинувший принадлежащую ему землю и тем самым создавший угрозу неплатежа полагающихся налогов, подлежал тяжёлым наказаниям. Земля оценивалась по типу (пахотная земля, виноградник, оливковая роща) и качеству. При Диоклетиане с населения городов также собирался налог золотом (греч. хрисаргир). При императоре Анастасии I (481—518) выплата iugatio-capitatio была переведена на золотую монету, а хрисаргир был отменён, что отражало рост торговли и товарного производства в городах. Непрямое налогообложение становилось всё более выгодным и с VI века стало основным источником пополнения государственной казны. При этом известно о существовании единственного прямого налога аэрикона, взимавшегося при Юстиниане I (527—565), точный смысл которого не известен. При этом в отдельных регионах империи, в частности, в Египте, существовали локальные налоги.
К VII веку исчезают городские налоги, а также специфические подати с ремесленной деятельности (хрисаргир).
Дальнейшее развитие система прямого налогообложения претерпела в начале VIII века, когда необходимость привязывать земледельцев к земле фискальными мерами отпала. Старые налоги не были полностью отменены, и земельный налог продолжали платить мелкие землевладельцы, однако связи между iugatio и capitatio больше не было.
Значительные категории граждан Византии были исключены из налогообложения. При императоре Никифоре I (802—811) для священнослужителей эта льгота была отменена и был введён налог на очаг, то есть прямой налог на глав семейств. Его величина составляла 2 милесария в год или 1/6 номисмы. В более поздние периоды известны и другие виды подушного налога.

## Принципы обложения
Традиционно налоги собирались деньгами, натурой, а также в форме отработочных повинностей (ангарии). В системе обложения налоги натурой играли все большую роль, и попытка заменить натуральные подати денежными в 11 в. вызвали восстание в Болгарии.
Сбор налогов состоял из двух фаз. Сначала при участии особых специалистов проводилась оценка земли и составлялся кадастр, а затем другими чиновниками (диойкетами, практорами) осуществлялся непосредственно сбор налога (как правило, дважды в год). Сбор налога мог быть возложен и на землевладельцев, избавленных от обложения. Налоги поступали в центральные ведомства (в первую очередь, геникон, а также сакеллион, вестиарион и др.). Поступления с императорского домена поступали в особые учреждения, хотя разница между государственными и императорскими имуществами не всегда была четкой. Часть налогов шла фискальным чиновникам (особая подать элатикон, которая шла в пользу сборщиков), часть налогов сразу же, минуя центральное распределение, шла в пользу отдельных стратегов. Часть налоговых поступление в виде солемний шла в пользу отдельных институтов и персон. Обязанность по уплаты налога возлагалась не только на индивида-налогоплательщика, но и на его соседей по принципу круговой поруки (аллигенгий).